# Franz Hofer (Kameramann)
Franz Hofer (* 1923 in Bayern; † 1980) war ein deutscher Kameramann.

## Leben
Hofer begann kurz nach Ende des Zweiten Weltkriegs seine Laufbahn als Kameraassistent und war seit Beginn der 1950er Jahre unter seinem Mentor und Lehrmeister Hans Schneeberger als einfacher Kameramann an zahlreichen Unterhaltungsfilmen beteiligt, darunter Der fidele Bauer, Der fröhliche Weinberg, Die schöne Tölzerin, Der Mann in der Wanne, Jonny rettet Nebrador, Bei Dir war es immer so schön, König der Manege, Die Hexe und Oberarzt Dr. Solm. Seit 1958 arbeitete er in selbiger Position dem zwei Jahre jüngeren Kollegen Günther Senftleben zu, zuletzt bei der 1963 in Berlin gedrehten Walt-Disney-Neuverfilmung von Erich Kästners Emil und die Detektive und bei dem 1964 entstandenen Lustspiel Erzähl mir nichts.
Erst Mitte der 1960er Jahre gelang es Hofer, Aufträge als Chefkameramann an Land zu ziehen. Er fotografierte (an der Seite des spanischen Kollegen Jorge Herrero) 1967 für Adrian Hoven in dessen Funktion als Produzent gleich drei sado-erotische Trashfilme – Rote Lippen, Küss mich, Monster und Im Schloß der blutigen Begierde – und spezialisierte sich anschließend auf die Kameraarbeit an Musikfilmproduktionen, zuletzt auch Operetten, die überwiegend für das Fernsehen entstanden. 1972 kehrte er mit der Kameraführung bei dem Peter-Alexander-Lustspiel Hauptsache Ferien letztmals zum Kinospielfilm zurück.

## Filmografie
als Chefkameramann
- 1966: Die Ofarims (TV-Dokumentation)
- 1968: Im Schloß der blutigen Begierde
- 1969: Küß mich, Monster (Bésame monstruo)
- 1969: Rote Lippen – Sadisterotica (El caso de las dos bellezas)
- 1969: Allegro (Kurzfilm)
- 1969: Giselle (Ballettfilm, mit Wolfgang Treu)
- 1974: Violin concerto (Kurzfilm)
- 1975: Der Zigeunerbaron
- 1975: Zigeunerliebe